# Каза-деи-Тре-Очи
Каза-деи-Тре-Очи (итал. Casa dei Tre Oci) — дворец в стиле модерн, расположенный на острове Джудекка района Дорсодуро в Венеции. С 2012 года используется как выставочная площадка для образцов авангардного искусства и фотографии.

## История
Здание было построено как дом-мастерская художника Марио де Марии в 1912—1913 годах по собственному проекту. Как отмечает Александр Анисимов, некоторые специалисты относят архитектуру здания к венецианскому модерну с готическими элементами: «построено оно было на исходе своеобразного итальянского модерна — стиля „либерти“ с привкусом стилизации под готику. Некоторые специалисты даже относят его архитектуру к так называемой неоготике или, еще вульгарнее, просто к эклектике, другие все же склонны считать его особым венецианским модерном начала XX века, что представляется более правильным, несмотря на формальные готические элементы». Главный фасад дворца отличается целостной композицией, хорошими пропорциями величины проемов и тела стены. Ковровая фактура поверхности стены имеет продуманную перекличку с домом напротив, на противоположном берегу Бачино Сан-Марко — фасадом Дворца дожей.
Архитектура дома связана с трагическим эпизодом жизни семьи владельца. В 1905 году у Марио де Мария умерла дочь Сильвия, что вызвало у него тяжелую депрессию. Он смог вернуться к творческой жизни только несколько лет спустя после лечения в швейцарской клинике. В 1909 году он участвовал в Венецианской биеннале и вскоре задумался о постройке дома-ателье в память о дочери. Тре-Очи (вен. Tre Oci) — три глаза — это три больших окна с полукруглыми изящными балкончиками на главном фасаде, которые символизируют членов семьи: самого Марио, его жену и сына, оставшихся в живых. А усложненное готическими деталями из истрийского камня верхнее окно, устремленное в небо, — покойную дочь.
В Каза-деи-Тре-Очи жил также сын Марио де Марии Астольфо, который также был художником, с женой Аделе. Вплоть до 1980-х годов в периоды Венецианских биеннале в доме собирался узкий круг художников и деятелей культуры. После смерти Марио и его сына сюда, к вдове Астольфо и ее новому мужу, приезжали многие люди, связанные с миром искусства: архитектор Ренцо Пьяно, дочка коллекционера Гуггенхайма Пегги, Григорий Шилтьян, Лучо Фонтана и режиссёр Дарио Фо. В 1970 году рядом с домом режиссёр Энрико Мария Салерно снимал несколько сцен своего фильма «Венецианский незнакомец».

## Современное состояние
В 1990-х годах дом был закрыт для посещения, часть его окон и дверей были закрыты металлическими ставнями. В 2000 году здание было куплено Fondazione di Venezia — ассоциацией, которая занимается организацией культурных мероприятий, посвященных искусству XX века. В 2012 году, после проведенной тщательной реставрации, здание стало использоваться как выставочная площадка для образцов авангардного искусства и фотографии. С этого времени оно приобрело популярность у широких слоев художественной общественности. В выставках участвуют художники, архитекторы и фотографы из разных стран, в том числе и из России.
|                        |  |                                     |  |                                           |  |        |
| Вид на здание с канала |  | Тре Очи (итал. Tre Oci) — три глаза |  | Окно, символизирующее дочь Марио де Марии |  | Балкон |